# The Legendary A&M Sessions
The Legendary A&M Sessions je EP složené z pěti skladeb amerického zpěváka Captaina Beefhearta, nahrané v roce 1966 a vydané v roce 1984 u A&M Records (podle vydavatelství i ten název). Album obsahuje i jednu skladbu od Davida Gatese, dřívějšího člena skupiny Bread a jednu skladbu od Willie Dixona a Bo Diddleye.

## Seznam skladeb
Všechny skladby napsal Don van Vliet, není-li uvedeno jinak.

### Strana 1
1. "Diddy Wah Diddy" (Willie Dixon, Ellas McDaniel) – 2:28
2. "Who Do You Think You're Fooling?" – 2:10

### Strana 2
1. "Moonchild" (David Gates) – 2:30
2. "Frying Pan" – 2:05
3. "Here I Am I Always Am" – 2:33

## Sestava
- Don van Vliet (Captain Beefheart) – zpěv, harmonika
- Doug Moon – kytara
- Richard Hepner – kytara
- Jerry Handley – baskytara
- Alex St. Clair Snouffer – bicí (skladby 1–4)
- PG Blakely – bicí (skladba 5)